# Albert Wolff (esgrimidor)
Albert Wolff (Barr, 13 de julio de 1906-Scottsdale, 14 de junio de 1989) fue un deportista francés, nacionalizado estadounidense, que compitió en esgrima, especialista en la modalidad de espada. Ganó dos medallas en el Campeonato Mundial de Esgrima en los años 1937 y 1938.

## Palmarés internacional
| Representando a Francia |                           |                  |                    |
| Campeonato Mundial      |                           |                  |                    |
| Año                     | Lugar                     | Medalla          | Prueba             |
| 1937                    | París (Francia)           | Medalla de plata | Espada por equipos |
| 1938                    | Pieštany (Checoslovaquia) | Medalla de oro   | Espada por equipos |